# Junkerparlament
Als Junkerparlament wurde bereits zeitgenössisch die in Permanenz tagende Generalversammlung des konservativen Vereins zur Wahrung der Interessen des Grundbesitzes und zur Förderung des Wohlstands aller Klassen (später Verein zum Schutz des Eigentums) während der Revolution von 1848  in Preußen bezeichnet.

## Struktur und Ziele
Die Organisation war als Interessenvertretung des preußischen Grundbesitzes am 24. Juli 1848 gegründet worden. Ein Großteil der Beteiligten stammte aus dem Landadel aber immerhin mehr als 26 % waren bürgerliche Grundbesitzer. Ein Großteil der Anhänger kam aus der Provinz Brandenburg, vertreten waren aber auch Grundbesitzer aus anderen Teilen der Monarchie. Führende Persönlichkeiten waren Ernst von Bülow-Cummerow, Hans Hugo von Kleist-Retzow, Ernst Ludwig von Gerlach, Otto von Bismarck und Alexander von Below.
Der Verein organisierte zwischen dem 18. und 20. August 1848 unter dem Vorsitz von Kleist-Retzow ihre Generalversammlung. An dieser Veranstaltung nahmen etwa 200 bis 300 meist landbesitzende Vertreter des preußischen Adels teil. Anwesend waren aber auch kleinere Besitzer und Bauern. Die Versammlung beschloss die Umbenennung in „Verein zum Schutz des Eigentums.“ 
Zentrales Ziel war die Vertretung der großagrarischen Interessen. Besonders wichtig war dem Verein der Kampf gegen die Pläne des Finanzministers David Hansemann die Steuerfreiheit der Rittergüter abzuschaffen. Zum Zweck der Schaffung einer Massenbasis über die eigentliche Trägergruppe hinaus, forderte der Verein die „Einigung der noch getrennten Klassen,“ eine aktive Wirtschaftsförderungspolitik, den Schutz des Mittelstandes sowie die Verbesserung der Lage der arbeitenden Klassen. Während es gelang gewisse Beziehungen zu katholischen Kreisen aufzubauen, kam eine Annäherung mit den Arbeitern nicht zu Stande.  
Der aktive Kern der Generalversammlung ging nicht auseinander, sondern tagte dauerhaft. Diese Versammlung wurde bereits damals als Junkerparlament bezeichnet. Im Vergleich mit dem Verein für König und Vaterland spielte die Organisation insgesamt im konservativen politischen Lager Preußens eine schwächere Rolle.